# Я значит Ястреб
«Я значит Ястреб» (англ. H Is For Hawk) — предстоящий фильм режиссёра Филиппы Лоуторп по сценарию Эммы Донохью с Клэр Фой и Бренданом Глисоном в главных ролях. Экранизация одноимённого автобиографического романа Хелен Макдональд 2014 года. Премьера запланирована на 2025 год.

## Сюжет
Правдивая история о жизни Хелен, которая ухаживает за ястребом-тетеревятником после смерти своего отца.

## В ролях
- Клэр Фой
- Брендан Глисон

## Производство
О начале работы над фильмом стало известно в феврале 2024 года. Режиссёром стала Филиппа Лоуторп, а сценаристом — Эмма Донохью, которая напишет сценарий на основе автобиографического романа Хелен Макдональд «H is for Hawk», 2014 года. Главные роли в фильме получили Клэр Фой и Брендан Глисон. Фильм совместного производства компаний Film4 и Plan B Entertainment, которая ранее была прикреплена к экранизации книги с Леной Хиди в главной роли.
Съёмки фильма начались в Кембридже в ноябре 2024 года. Съёмки также запланированы в Уэльсе и Лондоне.